# جیم مورا (گوینده)
جیم مورا (انگلیسی: Jim Mora) مجری تلویزیون اهل نیوزیلند است. او در کرایست‌چرچ زاده شد وی از سال ۱۹۶۷ تا ۱۹۷۱ در دبیرستان پسران اوتاگو تحصیل کرد. حرفه پخش او از رادیو در دنیدن، جایی که وی در دانشگاه اتاگو تحصیل کرده بود، آغاز شد. در طول مدت حضور در دانشگاه، مورا سردبیر روزنامه دانشگاه و  منتقد بود.